# 알베르타스 테호바스
알베르타스 테호바스(리투아니아어: Albertas Techovas, 1980년 3월 28일~) 또는 알베르트 테호프(러시아어: Альберт Техов, 리투아니아어: Albert Techov)는 리투아니아의 유도 선수로 2004년 하계 올림픽과 2008년 하계 올림픽에 참가했다.